# Барбер, Пол
Пол Джейсон Барбер (англ. Paul Jason Barber, 21 мая 1955, Питерборо, Кембриджшир, Англия, Великобритания) — английский и британский хоккеист (хоккей на траве), защитник. Олимпийский чемпион 1988 года, бронзовый призёр летних Олимпийских игр 1984 года, серебряный призёр чемпионата мира 1986 года, серебряный призёр чемпионата Европы 1987 года, бронзовый призёр чемпионата Европы 1978 года.

## Биография
Пол Барбер родился 21 мая 1955 года в британском городе Питерборо в Англии.
Окончил школу Кингс в Питерборо.
Играл в хоккей на траве за «Слау».
В 1978 году в составе сборной Англии завоевал бронзовую медаль чемпионата Европы в Ганновере.
В 1980 году был включён в состав сборной Великобритании по хоккею на траве для участия в летних Олимпийских играх в Москве, однако Великобритания бойкотировала их.
В 1983 году был признан лучшим хоккеистом Великобритании.
В 1984 году вошёл в состав сборной Великобритании по хоккею на траве на летних Олимпийских играх в Лос-Анджелесе и завоевал бронзовую медаль. Играл на позиции защитника, провёл 7 матчей, забил 1 мяч в ворота сборной Австралии.
В 1986 году в составе сборной Англии стал серебряным призёром чемпионата мира в Лондоне, где забил два мяча в полуфинальном матче против сборной ФРГ (2:1). В 1987 году завоевал серебро чемпионата Европы в Москве.
В 1988 году вошёл в состав сборной Великобритании по хоккею на траве на летних Олимпийских играх в Сеуле и завоевал золотую медаль. Играл на позиции защитника, провёл 7 матчей, забил 5 мячей (по одному в ворота сборных Южной Кореи, Канады, ФРГ, СССР и Индии).
После Олимпиады ушёл из международного хоккея. В течение карьеры провёл за сборную Англии 99 матчей, за сборную Великобритании — 67 матчей. Считался одним из сильнейших защитников в мировом хоккее на траве.
До начала 90-х играл за «Слау», после чего перешёл в «Ньюбери энд Тэтчем», в составе которого завершил игровую карьеру в 1998 году.

## Семья
У Пола Барбера и его жены Дженни трое сыновей — Майкл, Стивен и Марк.